# 필라토프 루크역
필라토프 루크 역(러시아어: Филатов Луг)은 모스크바 지하철 소콜니체스카야 선의 역이다. 2019년 6월 20일에 개장했다.

## 디자인
필라토프 루크 역은 오래된 철도역의 건축 형태에 영감을 받았다. 플랫폼은 지상 역사로 밀폐되어 있고 벽은 투명한 유리로 만들어졌다. 바닥에서 천장에 이르는 공간은 약 10m이다.